# Kirche Olbersdorf

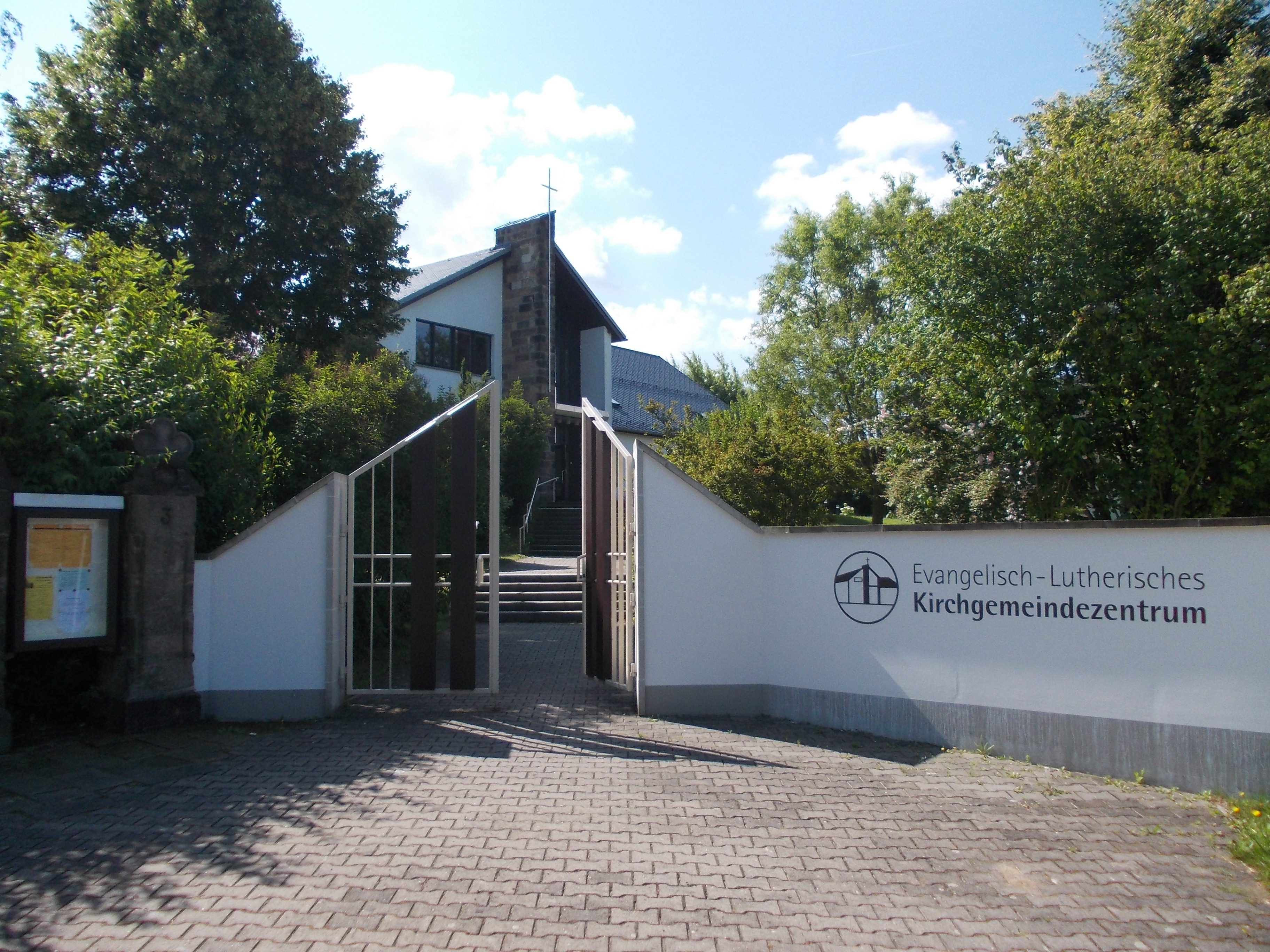
Die ev.-luth. Kirche in Olbersdorf im Juli 2013

Die Evangelisch-Lutherische Kirche Olbersdorf ist die evangelische Kirche in der Gemeinde Olbersdorf. Sie ist die Kirche der zur Evangelisch-Lutherischen Landeskirche Sachsens gehörenden Kirchgemeinde Olbersdorf und wurde von 1984 bis 1986 erbaut – als Ersatz der alten Kirche am Kirchberg im Niederdorf von Olbersdorf. Sie ist heute ein Kirchgemeindezentrum am Butterhübel.

## Geschichte der alten Kirche
Obwohl Olbersdorf seit Jahrhunderten zu den größten umliegenden Dörfern Zittaus gehörte, war es eines der letzten Dörfer, das kirchlich selbständig wurde. Erste Versuche wurden 1830 unternommen, doch erst mehr als 50 Jahre später umgesetzt.
So begann am 29. Juni 1882 die Grundsteinlegung für die erste Kirche am Kirchberg und die Einweihung des Friedhofes. Ein reichliches Jahr später, am 15. Oktober 1883, wurde die Kirche eingeweiht. Unter der Verwendung von Sandstein und reichlich Holz entstand eine neugotische Kirche. Im Laufe der Jahre wurde der Friedhof zweimal erweitert.
Seit dem Jahr 1975 wurde der Braunkohletagebau „Glück auf“ im Olbersdorfer Niederdorf erweitert. So wurden viele Menschen im Niederdorf umgesiedelt, und auch die Kirche sollte dem Tagebau weichen. Am 15. Januar 1984 fand der letzte Gottesdienst in der alten Kirche zu Olbersdorf statt.
In den folgenden Wochen gab es Arbeitseinsätze, dabei bargen die Gemeindeglieder vor allem Material, besonders Holz, aus der alten Kirche für den Neubau am Butterhübel im Oberdorf. Am 13. November 1985 wurde die alte Kirche gesprengt.
Am Kirchberg mit Panoramablick auf den Olbersdorfer See und den Nordstrand steht heute das alte Turmkreuz jener Kirche.

## Geschichte der neuen Kirche
Am 14. September 1984 war die Grundsteinlegung, bei der auch Teile des Grundsteins der alten Kirche verwendet wurden. Am 28. September 1986 wurde das neue Kirchgemeindezentrum am Fuße des Butterhübels eingeweiht.
Es wurden auch Sandsteinsäulen der ehemaligen Kirche geborgen, aufgearbeitet und wiederverwendet. So erinnern die Sandsteinsäulen im Eingangsbereich des neuen Gebäudes sowie deren Holzdecke an die alte Kirche. Der heutige Gottesdienstraum zählt 100 Plätze auf Stühlen, die speziell entworfen und angefertigt wurden.
Die Kirche Olbersdorf gehört damit zu den Kirchenneubauten der DDR und zu den neuesten Gotteshäusern im Landkreis Görlitz.

## Ausstattung

### Altarbild
Das Altarbild der Kirche Olbersdorf wurde vom Künstler Michael Vogler entworfen. Das Bild soll das Auf und Ab des Lebens darstellen, wie es Jesus durchlebt hat, und verkörpert Kraft und Hoffnung auf Besserung. Es wird wie folgt gedeutet:
- Hauptbild: Jesus hat wahrhaftig existiert, auch hier in Olbersdorf.
- Bild links: schließt auf Leid, Schmerz und Not, da die Form des Baumstammes dem Gekreuzigten gleicht.
- Bild unten: symbolisiert den absoluten Tiefpunkt, also den Tod Jesu und seine Grablegung. Dafür steht in diesem Bild die Kugel.
- Bild rechts: ist von der Hoffnung durchzogen, denn der Baum am Wasser gedeiht und trägt Früchte. Dieses Bild verkündet die Botschaft des Auferstandenen.
- Bild oben: Darstellung der Sternenkonstellation zu Jesu Geburt. Ein Hinweis, dass Jesus von Nazareth tatsächlich gelebt hat. Seine Botschaft hat er durch die Bibel auf unseren Weg gegeben.

### Glocken
Das erste Geläut der alten Kirche war aus Bronze, die Glocke wurde in Kleinwelke gegossen und wurde am 21. August 1883 montiert. Es war ein volles Des-Dur-Geläute. Die Glocke musste 1917 im Ersten Weltkrieg als Metallspende für Kriegszwecke abgeliefert werden. 
Im Jahr 1919 bekam die Olbersdorfer Kirche ein neues Glockengeläut. Es bestand aus drei Stahlglocken, die in der Glockengießerei Gebrüder Ulrich in Apolda gegossen wurden. Die Glocken sind bis heute erhalten geblieben, das Gewicht beträgt 2008 kg, 1382 kg und 703 kg. Sie wurden 1985 vor dem Abriss der alten Kirche geborgen. Der neue Glockenturm, der neben der Kirche steht, ist ein zehn Meter hoher Sichtbetonbau. Die Glocken, die bisher in 25 Metern Höhe gehangen haben, fanden nun in acht Metern Höhe ihren neuen Platz.

## Verschiedenes
Das alte Kirchengebäude musste damals dem regionalen Braunkohletagebau weichen. Dem Kirchenvorstand mit Pfarrer Müller war es gelungen, für den Abriss der 100 Jahre alten Olbersdorfer Kirche zugunsten des Tagebaus eine annehmbare Entschädigungszahlung durchzusetzen. Mit dem Geld konnte das neue Gemeindezentrum gebaut werden, es wurde somit nicht aus einem der Kirchenbauprogramme in der DDR finanziert.